# 대한민국 형법 제273조
대한민국 형법 제273조는 학대, 존속학대에 대한 형법각칙의 조문이다.

## 조문
제273조(학대, 존속학대) ① 자기의 보호 또는 감독을 받는 사람을 학대한 자는 2년 이하의 징역 또는 500만원 이하의 벌금에 처한다. <개정 1995.12.29>
②자기 또는 배우자의 직계존속에 대하여 전항의 죄를 범한 때에는 5년 이하의 징역 또는 700만원 이하의 벌금에 처한다. <개정 1995.12.29>

第273條(虐待, 尊屬虐待) ① 自己의 保護 또는 監督을 받는 사람을 虐待한 者는 2年 以下의 懲役 또는 500萬원 以下의 罰金에 處한다. <改正 1995.12.29.>
②自己 또는 配偶者의 直系尊屬에 對하여 前項의 罪를 犯한 때에는 5年 以下의 懲役 또는 700萬원 이하의 罰金에 處한다. <改正 1995.12.29.>

## 참조 조문
초중등교육법 제18조의4 (학생의 인권보장) 학교의 설립자·경영자와 학교의 장은 「헌법」 과 국제인권조약에 명시된 학생의 인권을 보장하여야 한다. (2007.12.14 신설,  2008.3.1부터 시행) 

초중등교육법 시행령 31조 7항 학교의 장은 교육상 불가피한 경우를 제외하고는 학생에게 신체적 고통을 가하지 아니하는 훈육ㆍ훈계 등의 방법으로 행해야 한다.

아동복지법 에서도 신체적·정신적 폭력행위를 '아동학대'로 규정(제2조)하고, "직무상 아동학대를 알게 된 때에는 즉시 아동보호전문기관 또는 수사기관에 신고해야 한다”(제26조)

장애인차별금지 및 권리구제 등에 관한 법률 자기결정권 및 선택권(제7조)

장애인차별금지 및 권리구제 등에 관한 법률 폭행·학대·감금 등 부당한 대우 금지(제32조 제1항 및 제4항, 제35조 제4항)

장애인차별금지 및 권리구제 등에 관한 법률 성적 수치심 유발 금지(제32조 제5항)

## 사례
- 장애인 생활시설 시설장은 피해자 B씨(여성, 17세, 지적 및 뇌병변장애 1급)는 철창 우리 같은 구조물에서 2011년 6월까지, 8년 넘게 사고예방 및 보호를 이유로 갇혀 있었고 걷기 치료와 식사시간을 제외한 대부분 시간을 철창 안에서 지냈을 뿐 만 아니라 2009년까지 직원들은 빗자루 등으로 거주생활인들의 다리, 손바닥, 발바닥 등을 때렸고, 2011년 7월말까지 시설장의 인지 또는 묵인 하에 거주생활인들을 방안에 놔둔 채 방문을 밖에서 잠그기도 했다[1].
- 전라북도의 모 장애인생활시설인 재활원의 간병인들은 2005년~2008년 사이 시설에서 생활하는 정신지체장애인들의 손목 또는 발목에 천으로 만든 밴드를 감고, 밴드에 철물점에서 구입한 애완용 개줄을 건 후 침대 다리 등에 연결시켜 두는 방법으로 학대했다[2]

## 판례

### 학대의 정의
- 육체적으로 고통을 주거나 정신적으로 차별대우를 하는 행위를 가리키고, 이러한 학대행위는 단순히 상대방의 인격에 대한 반인륜적 침해만으로는 부족하고 적어도 유기에 준할 정도에 이르러야 한다.[3]

### 징계권 행사 초과
- 4세인 아들이 대소변을 가리지 못한다고 닭장에 가두고 전신을 구타한 것은 친권자의 징계권행사에 해당한다고 볼 수 없으므로, 학대죄의 죄책을 부담한다[4]

## 참고 문헌
- 김재윤(학원인), 손동권 저, 새로운 형법각론, 율곡출판사, 2013. ISBN 9788997428342

## 같이 보기
- 감금죄
- 유기죄
- 체벌
- 사랑의 매
- 학대 · 존속학대죄
- 감금죄
- 장애인차별금지 및 권리구제 등에 관한 법률